# かとうかなこ
かとう かなこは、クロマチック・アコーディオンの奏者。

## 来歴
以下の記述は、主に公式サイトの記述による（https://www.katokanako.com/profile.html ）。
大阪府豊中市出身。4歳からアコーディオンをはじめる。
全日本アコーディオンコンクールでは、第6回(小学生の部)、第7回(ジュニアの部) 第1位、また第8回(総合)で優勝を果たす。 
箕面自由学園高等科卒業後フランスに渡り、4年の留学中、全仏コンクールでも各部門で3度、第1位を獲得する。
フランス帰国後全国でコンサート活動を中心に、舞台や演劇などの音楽制作を行う。
フランスや北欧のダンス音楽など多くのレパートリーを持つが、特にオリジナル曲のファンが多く、
CMディレクター、写真家、演出家など多くの制作関係者からの使用依頼が多い。
2023年9月17日に10枚目のアルバム、【平行時空】をリリース。
ローランドから発売された電子アコーディオンのFR-1のイメージアーティストに選ばれた（プロモーション映像はイタリアで撮影）。
自らの感情を委ねるように、蛇腹と呼吸を合わせながら風景の浮かぶ演奏を続けている。
80歳を過ぎても演奏し続ける事が目標。楽器たちには愛称をつけ、ステージでもメンバーとして紹介している。  
ポーランドとの共同プロジェクトで、0～18ヶ月までの赤ちゃんを対象とした公演を日本、中国、ポーランド、ドイツで開催。 子どもの音楽における発育も手がけている。
2018年は、エディット・ピアフ没後55年<2018年>記念公演≪エディット・ピアフ ～愛の賛歌～≫（アカデミー賞受賞作品）ピアフの声を担当したジル・エグロの来日ツアーで、アコーディオン奏者として参加。エストニアの女性アコーディオン奏者トゥ－リキ・バートシクと<ポルカドット・アコーディオン>を結成し 全国5ヶ所ツアーを周る。
近年は、アジア圏を含め海外での公演依頼が増え、各地で公演を行っている。

## 作品

### アルバム
- Le ciel〜空〜（2003年）
- ひだまり（2004年）
- ボナペチ（2006年）
- 独奏（2007年）
- ナミダ・なみだ（2009年）
- グラン ママン（2010年）
- 華やかなる日 （2013年）
- 昇らない太陽（2016年）
- 光と陰（2019年）
- 平行時空（2023年）

## 使用アコーディオン
- ピエコ（PIERMARIA prodige plus）
- にょろきち（CAVAGNOLO）
- いくら（Charron freres）
- ピジコ（PIGINI）
- おばあちゃん